# Callirhoe (cràter)
Callirhoe és un cràter d'impacte en el planeta Venus de 33,8 km de diàmetre. Porta el nom de Cal·lírroe de Sició (fl. 600 aC), pintora i escultora grega, i el seu nom va ser aprovat per la Unió Astronòmica Internacional el 1991.